# Janis Tsaruchis
Janis Tsaruchis (gr. Γιάννης Τσαρούχης, Giánnīs Tsaroúchīs; ur. 13 stycznia 1910 w Pireusie, zm. 20 lipca 1989 w Atenach) – grecki malarz i grafik.
Od 1929 studiował w Akademii Sztuk Pięknych w Atenach, równocześnie uczęszczał na lekcje do Fotiosa Kondoglou, który uczył go sztuki bizantyjskiej ikonografii. Po ukończeniu studiów w 1935 studiował architekturę współczesną i zdobnictwo. Wspólnie z Dimistrisem Pikionisem i Angeliki Chadzimichali stworzył ruch propagujący wprowadzenie do malarstwa greckiego elementów sztuki starożytnej. Pod koniec 1935 wyruszył w podróż, odwiedził Stambuł, Paryż i miasta we Włoszech, zapoznał się ze sztuką renesansu i impresjonizmu. Odkrył malarstwo Teofilosa Chadzimichaila, poznał Henriego Matisse’a i Alberto Giacomettiego. Do Grecji powrócił w 1936, dwa lata później miał pierwszą wystawę indywidualną. W 1940 walczył w wojnie grecko-włoskiej. W 1949 razem z Nikosem Chadzikiriakosem, Janisem Moralisem, Nikosem Nikolau, Nikosem Engonopulosem i Panajotisem Tetsisem stworzył grupę artystyczną „Armos”. Po raz pierwszy jego prace były prezentowane w 1951 w Paryżu i Londynie, w 1956 był nominowany do Nagrody Guggenheima, w 1958 wystawiał na Biennale w Wenecji. W 1967 po dojściu do władzy junty czarnych pułkowników przeniósł się do Paryża, do Aten powrócił w 1974. W 1982 powstało muzeum przedstawiające jego dorobek artystyczny.